# Incrustocalyptella hapuuae
Incrustocalyptella hapuuae är en svampart som beskrevs av Desjardin 1994. Incrustocalyptella hapuuae ingår i släktet Incrustocalyptella och familjen Cyphellaceae.   Inga underarter finns listade i Catalogue of Life.